# Heures de Spinola
Les Heures de Spinola sont un livre d'heures manuscrit, enluminé en Flandre vers 1510-1520. Des artistes regroupés jadis sous le nom d'école ganto-brugeoise en ont peint les 88 miniatures. Après avoir appartenu à la famille Spinola de Gênes, l'ouvrage est aujourd'hui conservé au J. Paul Getty Museum de Los Angeles.

## Historique
L'identification du commanditaire est très complexe car le manuscrit ne contient aucune marque distinctive. Plusieurs pages présentent des écus portant une croix d'or sur champ d'azur. Mais rien ne permet d'identifier leur propriétaire et il pourrait s'agir d'armes fictives. Autour des années 1515, Gerard Horenbout, à qui on attribue la conception globale de l'iconographie, était au service de Marguerite d'Autriche. Il a certainement peint pour elle d'autres livres d'heures. Par ailleurs, l'ouvrage pourrait avoir suivi le même parcours que Les Très Riches Heures du duc de Berry, dont on suppose qu'elles ont appartenu à l'archiduchesse et qui ont, elles aussi, figuré dans les collections de la Famille Spinola. Sans aucune certitude, Marguerite d'Autriche pourrait donc avoir commandé le manuscrit.
La datation du livre et son origine géographique s'avèrent tout aussi problématiques. Seule une prière à Léon X, devenu pape en 1513, fournit une date ante quem non. Par ailleurs, la carrière de certains des artistes employés a dû se terminer au plus tard dans les années 1520, ce qui donne une fourchette de réalisation. Enfin, ces peintres ont travaillé entre Gand et Bruges sans qu'on puisse rien préciser d'autre, ce qui ne permet pas de déterminer le lieu de fabrication.
Au XVIIIe siècle, la présence du manuscrit est attestée dans les collections de la famille Spinola de Gênes, dont les armes apparaissent sur la reliure. Il pourrait avoir suivi le même cheminement entre les Flandres et l'Italie que celui effectué par Les Très Riches Heures du duc de Berry à la même époque : il aurait pu entrer en possession d'Ambrogio Spinola, militaire génois au service de la couronne espagnole aux Pays-Bas décédé en 1630 et grand amateur d'art. La trace du manuscrit se perd ensuite. En 1975, il est en possession d'un boucher berlinois à la retraite qui dit le détenir dans sa famille de longue date. Le 5 juillet 1976, l'ouvrage est mis en vente à Londres chez Sotheby's, acquis par le libraire newyorkais Hans P. Kraus (en), pour la somme alors record de 370 000 livres sterling, puis le revend à Irene et Peter Ludwig (de), collectionneurs et mécènes d'Aix-la-Chapelle. En 1983, leurs manuscrits sont acquis par le J. Paul Getty Museum .

## Description
Le manuscrit contient les textes traditionnels d'un livre d'heures contemporain. Il est décoré d'une peinture à pleine page mais surtout de 70 miniatures occupant les trois quarts d'une page, au-dessus d'une portion de texte. Pas moins de 63 scènes marginales historiées complètent l'illustration. Le calendrier comporte  12 bas de page illustrés et des scènes incluses dans un décor d'architecture.

## Attribution des miniatures
Dans les miniatures du manuscrit, on distingue plusieurs mains : 
- le Maître de Jacques IV d'Écosse, généralement identifié comme Gerard Horenbout. C'est sans doute lui qui a supervisé la décoration. Il a peint les 14 scènes des Heures de la semaine, au début de l'ouvrage, 5 miniatures des Heures de la Vierge et 6 Suffrages des Saints ;
- le Maître du Livre de prières de Dresde, auteur de 2 miniatures au début des Heures de la Vierge (laudes et prime) ;
- le Maître des Livres de prières vers 1500, qui a peint une miniature en double page des Heures de la Vierge (tierce,  f. 125v-126r) ;
- le Maître de la Bible de Lübeck, à qui sont attribués le Couronnement de la Vierge (f. 153v), David en prière (f.166), l'Assomption de la Vierge (f. 247), les marges historiées de 4 pages (f. 83v, 84, 153v, 166) et 3 saints des Suffrages (f. 258v, 261v, 272v) ;
- l'atelier du Maître de l'Ancien Livre de prières de Maximilien Ier, habituellement assimilé à Alexander Bening, qui a réalisé la plupart des autres miniatures : Salvator mundi (f. 9), la Vierge à l'Enfant (f. 239v) et les autres saints des Suffrages.

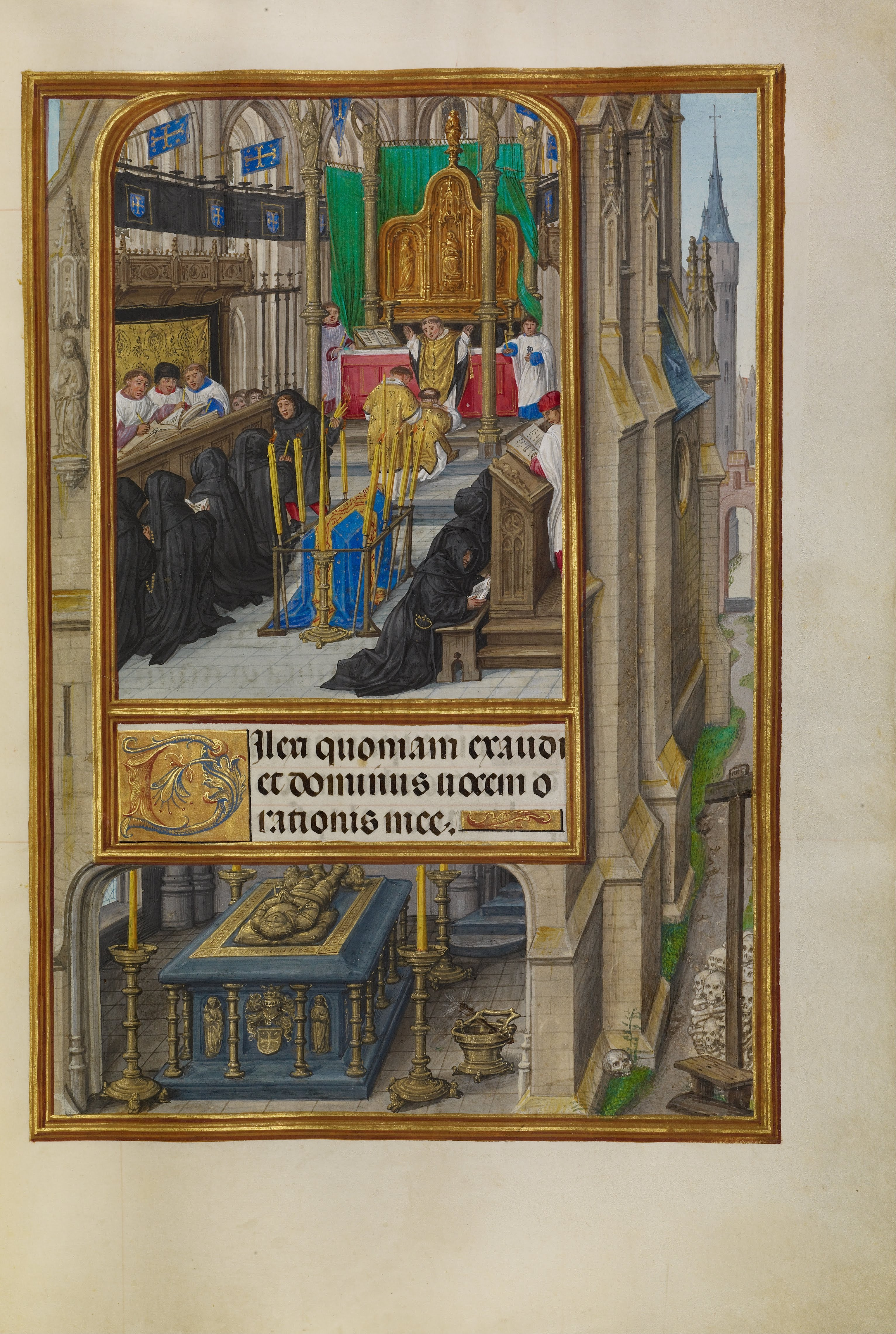
L'Office des morts, de Gerard Horenbout.
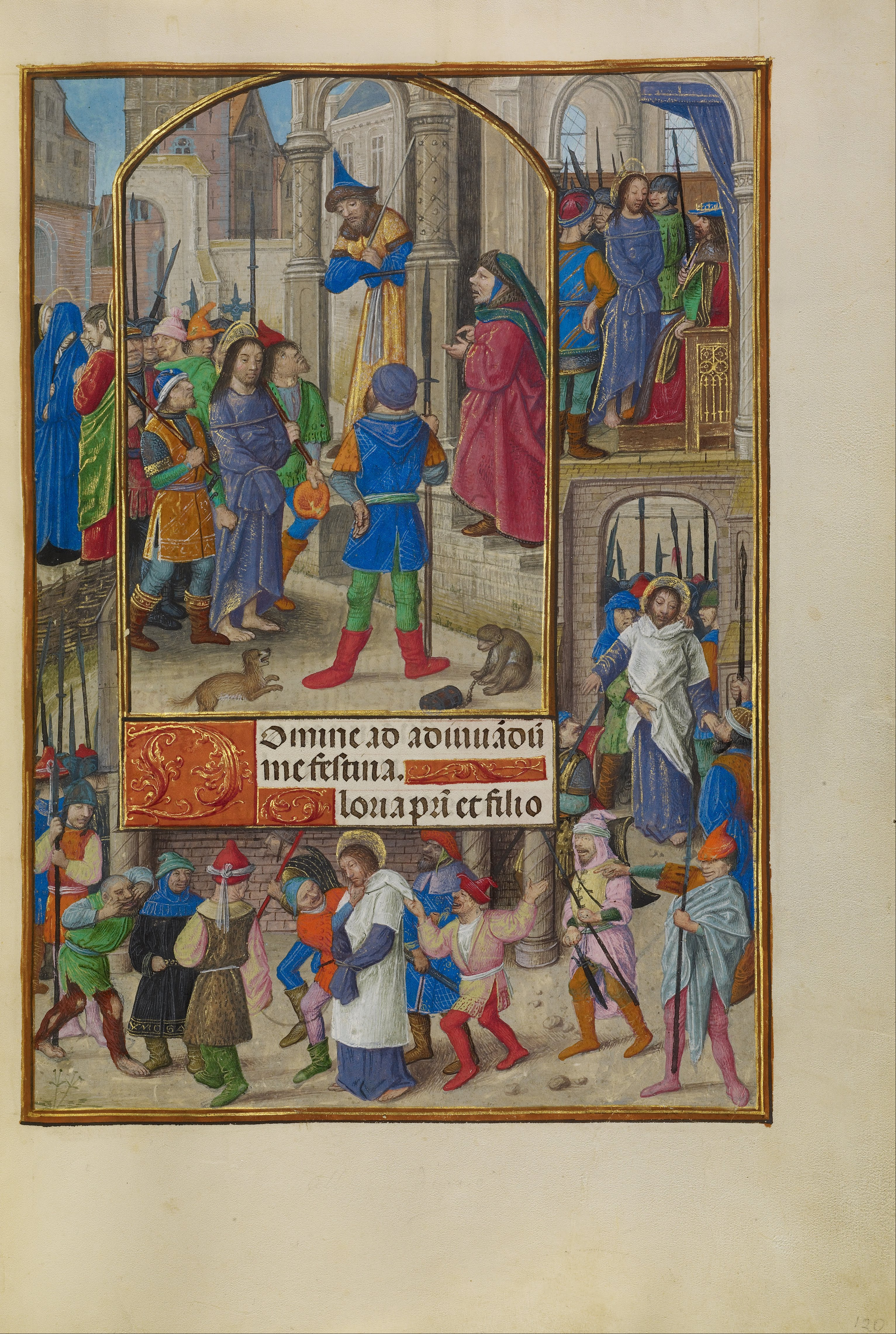
Le Christ devant Caïphe, du Maître du Livre de prières de Dresde.
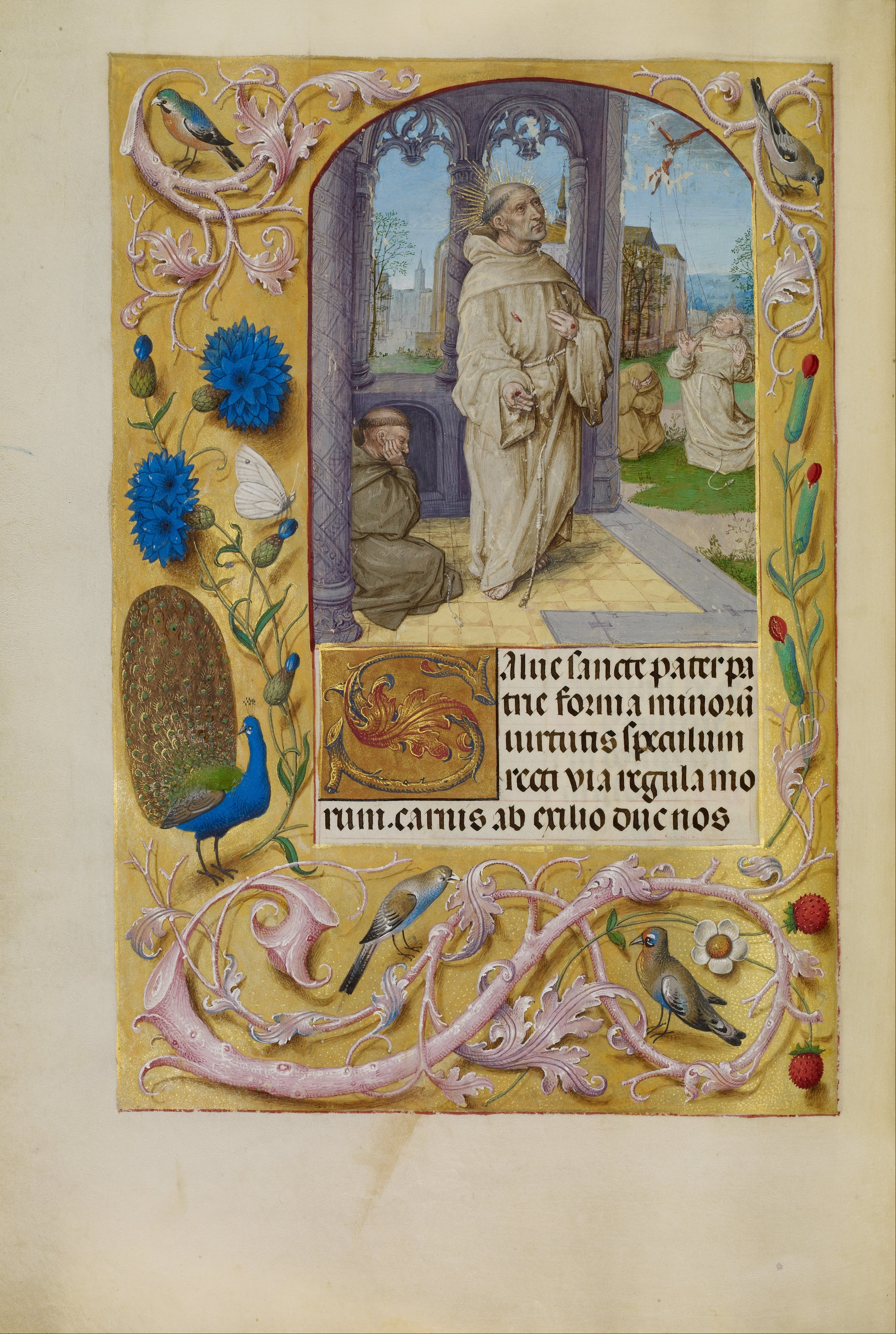
La Stigmatisation de Saint François d'Assise, du Maître de la Bible de Lübeck.